# Segunda División B de España 1989-90
La temporada 1989–90 de la Segunda División B de España de fútbol corresponde a la 13.ª edición del campeonato y se disputó entre el 2 de septiembre de 1989 y el 27 de mayo de 1990.

## Sistema de competición
Participaron ochenta clubes de toda la geografía española. Encuadrados en cuatro grupos, se enfrentaron todos contra todos en dos ocasiones -una en campo propio y otra en campo contrario- durante un total de 38 jornadas. El orden de los encuentros se decidía por sorteo antes de empezar la competición. La Real Federación Española de Fútbol era la responsable de designar a los árbitros de cada encuentro.
El ganador de un partido obtenía dos puntos, el perdedor no sumaba puntos, y en caso de un empate había un punto para cada equipo. Al término del campeonato, el equipo que acumulaba más puntos se proclamaba campeón y ascendía a Segunda División.
Los cuatro últimos equipos clasificados de cada grupo, y el peor decimosexto, descendían a Tercera División.

## Nota
Hoy en día hay clubes que su nombre han derivado a idiomas como catalán-valenciano-balear, euskera o gallego; pero para reflejar la realidad de la época, los nombres de los equipos aparecen tal y como se inscribieron para competir en esta temporada.

## Equipos de la temporada 1989/90
| Datos de ascensos y descensos |
| --- |
| UD Alzira, FC Barcelona Atlético, UE Lleida y CFJ Mollerussa descienden de Segunda División A. Atlético Madrileño, Bilbao Athletic, Levante UD y Palamós CF ascienden a Segunda División A. Algeciras CF, CD Arenteiro, CD Arnedo, CD Badía-Cala Millor, FC Barcelona Aficionados, Bergantiños FC, Betis Deportivo, CD Don Benito, SD Gimnástica Medinense, CF Lorca Deportiva, CF Nules, Real Oviedo Aficionados, UP Plasencia, UD Poblense, Polideportivo Almería, UD San Sebastián de los Reyes, CD Santa Ponsa, Santoña CF y Terrassa FC descienden a Tercera División. UD Barbastro, Benidorm CD, Club Juventud Cambados, CD Estepona, Girona FC, SD Ibiza, CD Laredo, Mallorca Atlético, ADC Manlleu, Mérida CP, CD Mirandés, CD Colonia Moscardó, CD Numancia, Orihuela Deportiva CF, UD Salud, CD Santurtzi, Sporting Atlético, CD Toledo y CD Utrera ascienden a Segunda División B. |

### Grupo I
En este grupo se encuentran los equipos de: Galicia (8), Asturias (3), Comunidad de Madrid (5), parte de Castilla y León (3) y parte de Castilla-La Mancha (1).
| - Arosa SC - Club Juventud Cambados - CD Endesa As Pontes - CD Lalín - CD Lugo - CD Orense - Pontevedra CF - Racing de Ferrol - Real Avilés Industrial - UP Langreo |  | - Sporting Atlético - RSD Alcalá - Getafe CF - CD Leganés - CD Colonia Moscardó - CD Pegaso - Real Ávila CF - Cultural Leonesa - SD Ponferradina - CD Toledo |

### Grupo II
En este grupo se encuentran los equipos de: Cantabria (1), País Vasco (6), parte de Cataluña (2), parte de Castilla y León (2),  Navarra (1), La Rioja (1), Aragón (6) y del Principado de Andorra (1).
| - CD Laredo - Baracaldo CF - CD Basconia - SD Cultural Durango - SD Lemona - San Sebastián CF - CD Santurtzi - UE Lleida - CFJ Mollerussa - CD Mirandés |  | - CD Numancia - Osasuna Promesas - CD Calahorra - Deportivo Aragón - UD Barbastro - CD Binéfar - CD Endesa Andorra - UD Fraga - CD Teruel - FC Andorra |

### Grupo III
En este grupo se encuentran los equipos de: Andalucía (10), Canarias (4), Extremadura (2), parte de Castilla-La Mancha (2), y las ciudades autónomas de Ceuta (1) y Melilla (1).
| - Córdoba CF - CD Estepona - Granada CF - Real Jaén CF - Linares CF - RB Linense - Club Atlético Marbella - Atlético Sanluqueño CF - Sevilla Atlético - CD Utrera |  | - CD Marino - CD Maspalomas - UD Salud - UD Telde - CD Badajoz - Mérida CP - Albacete Balompié - Club Atlético Tomelloso - AD Ceuta - UD Melilla |

### Grupo IV
En este grupo se encuentran los equipos de: Parte de Cataluña (5), Comunidad Valenciana (10), Islas Baleares (4) y Región de Murcia (1).
| - FC Barcelona Atlético - Gimnàstic de Tarragona - Girona FC - CD Hospitalet - ADC Manlleu - CD Alcoyano - UD Alzira - Benidorm CD - CD Eldense - CF Gandía |  | - Hércules CF - CD Olímpic de Xàtiva - Orihuela Deportiva CF - Torrevieja CF - Villarreal CF - CD Atlético Baleares - SD Ibiza - Mallorca Atlético - CF Sporting Mahonés - Cartagena FC |

## Resultados y clasificaciones

### Grupo I

#### Clasificación
| Pos. | Equipo                        | Pts. | PJ | G  | E  | P  | GF | GC | Dif. | Clasificación               |
| ---- | ----------------------------- | ---- | -- | -- | -- | -- | -- | -- | ---- | --------------------------- |
| 1    | Real Avilés Industrial (C, A) | 55   | 38 | 21 | 13 | 4  | 46 | 24 | +22  | Ascenso a Segunda División  |
| 2    | Getafe C. F.                  | 51   | 38 | 18 | 15 | 5  | 54 | 30 | +24  |                             |
| 3    | C. D. Leganés                 | 48   | 38 | 17 | 14 | 7  | 53 | 25 | +28  |                             |
| 4    | C. Juventud Cambados          | 45   | 38 | 17 | 11 | 10 | 41 | 28 | +13  |                             |
| 5    | C. D. Lugo                    | 43   | 38 | 16 | 11 | 11 | 48 | 40 | +8   |                             |
| 6    | S. D. Ponferradina            | 43   | 38 | 18 | 7  | 13 | 56 | 35 | +21  |                             |
| 7    | Cultural Leonesa              | 42   | 38 | 11 | 20 | 7  | 33 | 28 | +5   |                             |
| 8    | Real Ávila C. F.              | 41   | 38 | 12 | 17 | 9  | 52 | 46 | +6   |                             |
| 9    | C. D. Toledo                  | 37   | 38 | 14 | 9  | 15 | 52 | 53 | −1   |                             |
| 10   | Pontevedra C. F.              | 36   | 38 | 11 | 14 | 13 | 38 | 45 | −7   |                             |
| 11   | Sporting Atlético             | 35   | 38 | 11 | 13 | 14 | 42 | 45 | −3   |                             |
| 12   | U. P. Langreo                 | 34   | 38 | 12 | 10 | 16 | 39 | 52 | −13  |                             |
| 13   | C. D. Orense                  | 34   | 38 | 12 | 10 | 16 | 25 | 32 | −7   |                             |
| 14   | C. D. Endesa As Pontes        | 34   | 38 | 8  | 18 | 12 | 39 | 53 | −14  |                             |
| 15   | R. S. D. Alcalá               | 34   | 38 | 9  | 16 | 13 | 31 | 33 | −2   |                             |
| 16   | C. D. Pegaso                  | 33   | 38 | 7  | 19 | 12 | 29 | 38 | −9   |                             |
| 17   | Racing de Ferrol (D)          | 32   | 38 | 7  | 18 | 13 | 35 | 47 | −12  | Descenso a Tercera División |
| 18   | C. D. Colonia Moscardó (D)    | 32   | 38 | 8  | 16 | 14 | 27 | 41 | −14  | Descenso a Tercera División |
| 19   | C. D. Lalín (D)               | 31   | 38 | 11 | 9  | 18 | 34 | 45 | −11  | Descenso a Tercera División |
| 20   | Arosa S. C. (D)               | 20   | 38 | 4  | 12 | 22 | 31 | 65 | −34  | Descenso a Tercera División |

 Fuente: BDFutbol
Criterios de clasificación: Puntos · Enfrentamientos directos · Diferencia de goles · Goles a favor · Play-off

#### Resultados
| Local \ Visitante      | ALC | ARO | AVA | AVS | CUL | END | GET | JUV | LAL | LAN | LEG | LUG | MOS | ORE | PEG | PNF | PNT | RFE | SPO | TOL |
| ---------------------- | --- | --- | --- | --- | --- | --- | --- | --- | --- | --- | --- | --- | --- | --- | --- | --- | --- | --- | --- | --- |
| R. S. D. Alcalá        | —   | 1–0 | 0–0 | 0–0 | 1–1 | 6–0 | 0–0 | 1–0 | 0–0 | 0–1 | 0–0 | 2–0 | 1–1 | 1–0 | 1–0 | 0–0 | 1–2 | 1–1 | 1–1 | 3–2 |
| Arosa S. C.            | 0–0 | —   | 3–2 | 0–1 | 1–1 | 1–1 | 2–2 | 0–1 | 2–2 | 0–1 | 0–3 | 2–2 | 3–1 | 1–0 | 0–1 | 1–4 | 1–1 | 2–2 | 2–3 | 1–3 |
| Real Ávila C. F.       | 2–1 | 2–0 | —   | 3–2 | 1–1 | 1–1 | 2–1 | 1–1 | 2–0 | 2–1 | 1–1 | 4–0 | 1–1 | 0–0 | 2–2 | 2–0 | 3–0 | 1–1 | 1–1 | 2–2 |
| Real Avilés Industrial | 1–1 | 2–0 | 1–0 | —   | 1–1 | 0–0 | 1–1 | 2–0 | 2–0 | 2–0 | 1–0 | 1–0 | 2–0 | 1–0 | 0–0 | 1–0 | 2–2 | 1–1 | 3–2 | 2–0 |
| Cultural Leonesa       | 0–0 | 0–0 | 0–2 | 2–0 | —   | 1–0 | 1–2 | 1–0 | 1–0 | 2–2 | 0–0 | 1–1 | 3–0 | 1–0 | 0–0 | 2–0 | 0–0 | 2–1 | 1–1 | 0–0 |
| C. D. Endesa As Pontes | 3–1 | 0–0 | 1–1 | 2–2 | 1–0 | —   | 1–1 | 0–1 | 2–2 | 5–1 | 1–4 | 1–1 | 0–0 | 0–0 | 1–1 | 1–0 | 0–1 | 1–0 | 1–2 | 2–0 |
| Getafe C. F.           | 1–0 | 2–1 | 3–1 | 1–2 | 2–0 | 3–1 | —   | 2–2 | 1–0 | 1–1 | 1–1 | 2–0 | 0–0 | 3–0 | 2–0 | 0–0 | 2–0 | 3–1 | 4–1 | 3–1 |
| C. Juventud Cambados   | 1–0 | 2–0 | 0–0 | 2–0 | 2–1 | 1–1 | 1–2 | —   | 1–1 | 5–1 | 0–0 | 1–0 | 0–0 | 3–0 | 1–0 | 1–0 | 3–2 | 2–1 | 0–1 | 2–0 |
| C. D. Lalín            | 2–1 | 2–0 | 2–1 | 1–0 | 0–1 | 1–1 | 1–0 | 0–1 | —   | 4–0 | 0–1 | 1–0 | 0–0 | 1–0 | 1–0 | 1–1 | 0–0 | 2–0 | 1–2 | 2–1 |
| U. P. Langreo          | 1–1 | 1–0 | 0–2 | 1–2 | 1–0 | 2–1 | 1–1 | 2–0 | 2–1 | —   | 0–0 | 1–2 | 2–0 | 0–0 | 3–1 | 0–1 | 0–2 | 0–2 | 0–1 | 2–3 |
| C. D. Leganés          | 2–1 | 3–0 | 1–1 | 0–1 | 0–0 | 0–1 | 0–0 | 2–0 | 2–0 | 3–2 | —   | 4–2 | 2–0 | 2–0 | 0–0 | 4–1 | 1–2 | 7–0 | 1–0 | 3–2 |
| C. D. Lugo             | 2–1 | 2–1 | 1–1 | 0–1 | 1–1 | 4–2 | 0–0 | 1–0 | 3–1 | 4–2 | 2–0 | —   | 2–0 | 2–0 | 1–0 | 1–0 | 0–0 | 2–0 | 2–1 | 3–0 |
| C. D. Colonia Moscardó | 0–0 | 0–0 | 3–1 | 0–2 | 1–2 | 0–0 | 0–2 | 1–1 | 2–0 | 0–1 | 1–1 | 0–0 | —   | 1–0 | 4–3 | 3–1 | 1–2 | 1–1 | 1–0 | 0–1 |
| C. D. Orense           | 1–0 | 1–0 | 2–1 | 0–1 | 0–1 | 0–0 | 2–2 | 0–3 | 2–0 | 1–1 | 0–0 | 1–1 | 2–0 | —   | 1–1 | 2–0 | 2–0 | 2–1 | 2–1 | 0–1 |
| C. D. Pegaso           | 0–1 | 1–1 | 2–0 | 1–1 | 0–0 | 1–1 | 0–1 | 1–0 | 1–0 | 1–1 | 1–1 | 2–2 | 0–0 | 1–0 | —   | 0–0 | 2–1 | 2–1 | 0–0 | 1–4 |
| S. D. Ponferradina     | 3–0 | 4–0 | 5–0 | 0–1 | 2–0 | 6–1 | 3–0 | 0–0 | 4–1 | 1–0 | 3–1 | 0–0 | 2–0 | 1–0 | 2–0 | —   | 1–2 | 0–0 | 2–1 | 4–2 |
| Pontevedra C. F.       | 0–0 | 0–3 | 2–3 | 1–1 | 1–1 | 0–1 | 2–1 | 1–1 | 2–1 | 1–1 | 0–2 | 2–0 | 0–1 | 0–1 | 1–1 | 0–1 | —   | 3–2 | 1–2 | 2–2 |
| Racing de Ferrol       | 2–1 | 3–0 | 1–1 | 0–0 | 1–1 | 2–2 | 0–0 | 2–0 | 1–1 | 0–0 | 0–0 | 0–2 | 0–0 | 0–2 | 1–0 | 4–2 | 1–1 | —   | 0–0 | 1–0 |
| Sporting Atlético      | 0–1 | 5–1 | 2–2 | 1–1 | 2–2 | 3–1 | 0–1 | 0–1 | 2–1 | 0–3 | 1–0 | 2–1 | 1–1 | 0–1 | 1–1 | 0–1 | 0–0 | 1–1 | —   | 0–1 |
| C. D. Toledo           | 3–1 | 3–2 | 1–0 | 1–2 | 1–1 | 3–1 | 1–1 | 1–1 | 3–1 | 0–1 | 0–1 | 2–1 | 2–3 | 0–0 | 1–1 | 3–1 | 0–1 | 1–0 | 1–1 | —   |

### Grupo II

#### Clasificación
| Pos. | Equipo                 | Pts. | PJ | G  | E  | P  | GF | GC | Dif. | Clasificación               |
| ---- | ---------------------- | ---- | -- | -- | -- | -- | -- | -- | ---- | --------------------------- |
| 1    | U. E. Lleida (C, A)    | 55   | 38 | 23 | 9  | 6  | 86 | 31 | +55  | Ascenso a Segunda División  |
| 2    | C. A. Osasuna Promesas | 50   | 38 | 20 | 10 | 8  | 46 | 29 | +17  |                             |
| 3    | C. F. J. Mollerussa    | 49   | 38 | 22 | 5  | 11 | 61 | 29 | +32  |                             |
| 4    | F. C. Andorra          | 46   | 38 | 18 | 10 | 10 | 57 | 43 | +14  |                             |
| 5    | San Sebastián C. F.    | 44   | 38 | 15 | 14 | 9  | 51 | 37 | +14  |                             |
| 6    | S. D. Cultural Durango | 43   | 38 | 15 | 13 | 10 | 40 | 39 | +1   |                             |
| 7    | S. D. Lemona           | 43   | 38 | 10 | 23 | 5  | 36 | 28 | +8   |                             |
| 8    | Deportivo Aragón       | 43   | 38 | 14 | 15 | 9  | 54 | 41 | +13  |                             |
| 9    | C. D. Binéfar          | 36   | 38 | 12 | 12 | 14 | 41 | 44 | −3   |                             |
| 10   | Baracaldo C. F.        | 35   | 38 | 11 | 13 | 14 | 47 | 41 | +6   |                             |
| 11   | C. D. Endesa Andorra   | 35   | 38 | 13 | 9  | 16 | 45 | 46 | −1   |                             |
| 12   | C. D. Santurtzi        | 35   | 38 | 14 | 7  | 17 | 49 | 56 | −7   |                             |
| 13   | C. D. Numancia         | 35   | 38 | 12 | 11 | 15 | 37 | 45 | −8   |                             |
| 14   | C. D. Mirandés         | 35   | 38 | 11 | 13 | 14 | 45 | 52 | −7   |                             |
| 15   | C. D. Basconia         | 33   | 38 | 11 | 11 | 16 | 31 | 48 | −17  |                             |
| 16   | C. D. Teruel           | 33   | 38 | 11 | 11 | 16 | 46 | 54 | −8   |                             |
| 17   | C. D. Laredo (D)       | 33   | 38 | 13 | 7  | 18 | 42 | 67 | −25  | Descenso a Tercera División |
| 18   | U. D. Fraga (D)        | 30   | 38 | 10 | 10 | 18 | 41 | 61 | −20  | Descenso a Tercera División |
| 19   | C. D. Calahorra (D)    | 25   | 38 | 10 | 5  | 23 | 37 | 69 | −32  | Descenso a Tercera División |
| 20   | U. D. Barbastro (D)    | 22   | 38 | 5  | 12 | 21 | 32 | 64 | −32  | Descenso a Tercera División |

 Fuente: BDFutbol
Criterios de clasificación: Puntos · Enfrentamientos directos · Diferencia de goles · Goles a favor · Play-off

#### Resultados
| Local \ Visitante      | FCA | ARA | BAC | BAB | BAS | BIN | CAL | CUL | END | FRA | LAR | LEM | LLE | MIR | MOL | NUM | OSA | SAS | SAN | TER |
| ---------------------- | --- | --- | --- | --- | --- | --- | --- | --- | --- | --- | --- | --- | --- | --- | --- | --- | --- | --- | --- | --- |
| F. C. Andorra          | —   | 1–0 | 2–1 | 5–5 | 2–0 | 3–0 | 2–0 | 1–0 | 2–1 | 1–0 | 2–1 | 1–0 | 1–0 | 1–1 | 0–4 | 1–2 | 2–0 | 0–0 | 0–1 | 5–2 |
| Deportivo Aragón       | 3–2 | —   | 2–0 | 0–0 | 4–0 | 1–1 | 3–0 | 0–1 | 3–0 | 3–2 | 1–2 | 2–2 | 1–1 | 1–1 | 0–3 | 1–1 | 3–1 | 1–0 | 1–1 | 0–2 |
| Baracaldo C. F.        | 0–0 | 1–1 | —   | 1–1 | 0–0 | 0–1 | 4–1 | 2–2 | 4–0 | 2–2 | 4–1 | 2–2 | 0–1 | 1–0 | 2–2 | 2–0 | 1–1 | 1–2 | 3–1 | 6–1 |
| U. D. Barbastro        | 1–3 | 1–3 | 0–2 | —   | 3–1 | 1–1 | 0–1 | 1–0 | 1–1 | 1–0 | 0–1 | 1–1 | 0–6 | 1–1 | 0–2 | 0–1 | 2–1 | 0–3 | 1–0 | 0–0 |
| C. D. Basconia         | 1–1 | 1–1 | 0–1 | 2–1 | —   | 1–2 | 3–2 | 0–1 | 1–0 | 0–1 | 1–0 | 0–0 | 0–4 | 0–0 | 0–2 | 3–0 | 2–0 | 2–1 | 2–1 | 1–0 |
| C. D. Binéfar          | 2–2 | 2–2 | 1–2 | 2–1 | 0–1 | —   | 3–0 | 4–0 | 1–0 | 2–1 | 0–0 | 1–1 | 0–2 | 3–2 | 0–2 | 0–0 | 0–1 | 0–1 | 1–0 | 2–0 |
| C. D. Calahorra        | 0–3 | 1–3 | 1–0 | 1–0 | 1–1 | 2–3 | —   | 2–3 | 1–4 | 1–2 | 4–1 | 0–3 | 0–1 | 2–2 | 0–2 | 3–0 | 0–0 | 2–1 | 2–1 | 2–0 |
| S. D. Cultural Durango | 0–0 | 2–1 | 1–2 | 0–0 | 1–2 | 2–1 | 4–0 | —   | 1–1 | 2–0 | 3–2 | 1–0 | 2–1 | 0–2 | 3–1 | 1–0 | 0–1 | 1–0 | 3–3 | 2–2 |
| C. D. Endesa Andorra   | 0–1 | 1–0 | 3–0 | 3–0 | 3–1 | 1–1 | 4–0 | 0–1 | —   | 3–4 | 3–1 | 1–1 | 2–1 | 2–1 | 1–3 | 1–1 | 1–1 | 1–1 | 1–0 | 2–1 |
| U. D. Fraga            | 1–2 | 1–1 | 1–0 | 1–1 | 0–0 | 1–1 | 1–1 | 1–1 | 1–0 | —   | 3–0 | 0–2 | 1–6 | 0–1 | 2–0 | 0–1 | 0–0 | 2–2 | 1–3 | 2–3 |
| C. D. Laredo           | 1–2 | 1–2 | 0–0 | 2–2 | 3–0 | 2–1 | 1–0 | 1–0 | 1–0 | 0–3 | —   | 1–1 | 0–1 | 4–2 | 3–2 | 2–1 | 1–0 | 1–1 | 2–1 | 0–0 |
| S. D. Lemona           | 1–1 | 0–0 | 2–0 | 3–2 | 2–2 | 1–0 | 0–0 | 0–0 | 0–0 | 2–3 | 0–0 | —   | 1–1 | 0–0 | 1–0 | 2–1 | 1–0 | 1–1 | 0–0 | 2–0 |
| U. E. Lleida           | 1–1 | 1–1 | 1–0 | 3–2 | 3–1 | 0–0 | 3–1 | 5–1 | 3–0 | 6–0 | 6–0 | 2–0 | —   | 6–1 | 1–0 | 1–3 | 1–1 | 1–1 | 3–0 | 4–2 |
| C. D. Mirandés         | 1–1 | 0–0 | 0–0 | 4–1 | 2–1 | 0–2 | 3–1 | 0–0 | 1–1 | 2–0 | 4–1 | 0–0 | 0–3 | —   | 1–1 | 4–0 | 2–1 | 0–2 | 0–2 | 2–1 |
| C. F. J. Mollerussa    | 2–1 | 1–3 | 1–0 | 2–0 | 2–0 | 2–0 | 1–0 | 0–0 | 0–1 | 4–0 | 4–0 | 2–0 | 2–0 | 1–0 | —   | 2–1 | 0–1 | 0–2 | 5–0 | 1–1 |
| C. D. Numancia         | 3–2 | 3–1 | 1–0 | 1–0 | 2–0 | 2–0 | 1–2 | 0–0 | 1–2 | 2–0 | 0–2 | 0–0 | 0–0 | 3–0 | 0–0 | —   | 1–2 | 1–1 | 1–1 | 0–0 |
| C. A. Osasuna Promesas | 2–1 | 0–1 | 4–2 | 2–0 | 0–0 | 1–0 | 3–1 | 0–0 | 2–0 | 1–0 | 2–0 | 1–1 | 1–1 | 4–1 | 1–0 | 2–1 | —   | 1–0 | 1–0 | 1–0 |
| San Sebastián C. F.    | 2–1 | 1–0 | 1–1 | 1–0 | 1–1 | 2–2 | 1–0 | 3–0 | 1–0 | 2–2 | 5–3 | 1–1 | 2–1 | 0–1 | 1–2 | 1–0 | 1–1 | —   | 4–1 | 2–2 |
| C. D. Santurtzi        | 2–0 | 1–2 | 0–0 | 1–0 | 1–0 | 3–0 | 1–0 | 0–0 | 1–0 | 2–1 | 5–1 | 0–1 | 3–4 | 3–2 | 1–2 | 2–2 | 2–4 | 1–0 | —   | 3–2 |
| C. D. Teruel           | 2–1 | 2–2 | 1–0 | 2–2 | 0–0 | 1–1 | 1–2 | 0–1 | 2–1 | 0–1 | 1–0 | 1–1 | 0–1 | 2–1 | 2–1 | 4–0 | 0–1 | 2–0 | 4–1 | —   |

### Grupo III

#### Clasificación
| Pos. | Equipo                    | Pts. | PJ | G  | E  | P  | GF | GC  | Dif. | Clasificación               |
| ---- | ------------------------- | ---- | -- | -- | -- | -- | -- | --- | ---- | --------------------------- |
| 1    | Albacete Balompié (C, A)  | 60   | 38 | 27 | 6  | 5  | 88 | 29  | +59  | Ascenso a Segunda División  |
| 2    | U. D. Melilla             | 55   | 38 | 22 | 11 | 5  | 48 | 19  | +29  |                             |
| 3    | Sevilla Atlético          | 49   | 38 | 20 | 9  | 9  | 53 | 31  | +22  |                             |
| 4    | A. D. Ceuta               | 46   | 38 | 18 | 10 | 10 | 56 | 41  | +15  |                             |
| 5    | Granada C. F.             | 46   | 38 | 17 | 12 | 9  | 58 | 36  | +22  |                             |
| 6    | C. D. Badajoz             | 45   | 38 | 16 | 13 | 9  | 34 | 23  | +11  |                             |
| 7    | Linares C. F. (D)         | 44   | 38 | 16 | 12 | 10 | 57 | 34  | +23  | Descenso a Tercera División |
| 8    | Mérida C. P.              | 40   | 38 | 14 | 12 | 12 | 43 | 40  | +3   |                             |
| 9    | Atlético Sanluqueño C. F. | 38   | 38 | 14 | 10 | 14 | 32 | 44  | −12  |                             |
| 10   | C. D. Marino              | 38   | 38 | 15 | 8  | 15 | 43 | 49  | −6   |                             |
| 11   | Atlético Tomelloso        | 38   | 38 | 12 | 14 | 12 | 49 | 41  | +8   |                             |
| 12   | Córdoba C. F.             | 38   | 38 | 11 | 16 | 11 | 38 | 39  | −1   |                             |
| 13   | U. D. Telde               | 34   | 38 | 11 | 12 | 15 | 31 | 50  | −19  |                             |
| 14   | R. B. Linense             | 32   | 38 | 10 | 12 | 16 | 38 | 43  | −5   |                             |
| 15   | C. D. Estepona            | 31   | 38 | 10 | 11 | 17 | 34 | 51  | −17  |                             |
| 16   | Real Jaén C. F. (D)       | 31   | 38 | 10 | 11 | 17 | 42 | 47  | −5   | Descenso a Tercera División |
| 17   | Atlético Marbella (D)     | 31   | 38 | 8  | 15 | 15 | 30 | 38  | −8   | Descenso a Tercera División |
| 18   | C. D. Utrera (D)          | 30   | 38 | 7  | 16 | 15 | 24 | 35  | −11  | Descenso a Tercera División |
| 19   | C. D. Maspalomas (D)      | 23   | 38 | 7  | 9  | 22 | 38 | 63  | −25  | Descenso a Tercera División |
| 20   | U. D. Salud (D)           | 11   | 38 | 3  | 5  | 30 | 21 | 104 | −83  | Descenso a Tercera División |

 Fuente: BDFutbol
Criterios de clasificación: Puntos · Enfrentamientos directos · Diferencia de goles · Goles a favor · Play-off
Notas:
1. ↑  El Linares C. F. fue descendido a Tercera División por impagos.

#### Resultados
| Local \ Visitante         | ALB | ATS | BAD | CEU | COR | EST | GRA | JAE | LNR | LNS | MAB | MAI | MAS | MEL | MER | SAL  | SEV | TEL | TOM | UTR |
| ------------------------- | --- | --- | --- | --- | --- | --- | --- | --- | --- | --- | --- | --- | --- | --- | --- | ---- | --- | --- | --- | --- |
| Albacete Balompié         | —   | 4–0 | 3–0 | 3–3 | 3–0 | 1–0 | 2–1 | 2–0 | 4–0 | 3–0 | 0–0 | 5–2 | 4–1 | 0–1 | 4–0 | 11–1 | 2–0 | 2–0 | 1–0 | 2–0 |
| Atlético Sanluqueño C. F. | 1–1 | —   | 1–0 | 2–1 | 0–1 | 3–1 | 2–2 | 0–0 | 0–1 | 0–1 | 2–1 | 1–0 | 1–0 | 0–2 | 0–0 | 1–0  | 1–0 | 3–0 | 1–1 | 1–0 |
| C. D. Badajoz             | 2–1 | 1–0 | —   | 0–0 | 0–0 | 1–1 | 1–0 | 0–1 | 0–0 | 0–0 | 0–0 | 3–0 | 2–0 | 0–0 | 2–0 | 5–0  | 2–1 | 1–0 | 0–0 | 1–0 |
| A. D. Ceuta               | 0–2 | 1–1 | 2–0 | —   | 1–1 | 3–0 | 3–3 | 3–0 | 2–0 | 0–0 | 1–0 | 4–1 | 3–2 | 1–0 | 3–1 | 3–0  | 1–1 | 3–0 | 1–0 | 0–0 |
| Córdoba C. F.             | 0–1 | 1–2 | 0–0 | 0–0 | —   | 1–1 | 2–1 | 1–0 | 1–0 | 0–0 | 1–0 | 0–0 | 2–0 | 0–0 | 1–1 | 2–1  | 2–3 | 1–1 | 1–1 | 1–1 |
| C. D. Estepona            | 1–1 | 3–0 | 0–0 | 2–0 | 2–1 | —   | 2–2 | 4–1 | 3–0 | 1–0 | 3–2 | 0–1 | 0–0 | 1–2 | 1–0 | 3–1  | 0–1 | 1–0 | 0–1 | 1–0 |
| Granada C. F.             | 1–0 | 2–0 | 2–0 | 1–2 | 3–1 | 3–0 | —   | 1–1 | 1–0 | 4–0 | 3–0 | 1–0 | 1–1 | 1–0 | 0–0 | 3–1  | 0–0 | 3–0 | 0–0 | 3–1 |
| Real Jaén C. F.           | 0–0 | 0–1 | 0–0 | 1–2 | 1–2 | 1–0 | 3–1 | —   | 0–0 | 0–0 | 3–2 | 2–0 | 3–0 | 1–2 | 1–2 | 6–0  | 0–2 | 5–1 | 3–1 | 0–0 |
| Linares C. F.             | 2–2 | 1–0 | 1–1 | 5–0 | 3–2 | 2–0 | 2–2 | 3–0 | —   | 2–0 | 0–0 | 3–0 | 3–0 | 4–0 | 0–0 | 5–0  | 2–3 | 4–1 | 1–0 | 0–0 |
| R. B. Linense             | 2–3 | 1–1 | 2–0 | 0–2 | 2–2 | 5–0 | 2–1 | 1–0 | 1–2 | —   | 0–0 | 1–1 | 3–1 | 1–0 | 0–1 | 4–0  | 3–0 | 0–0 | 3–3 | 3–0 |
| Atlético Marbella         | 2–4 | 0–1 | 0–1 | 0–0 | 1–1 | 0–0 | 2–0 | 3–0 | 0–3 | 0–0 | —   | 1–0 | 2–1 | 0–1 | 1–1 | 3–1  | 0–1 | 0–0 | 1–1 | 1–2 |
| C. D. Marino              | 0–4 | 0–1 | 3–4 | 2–1 | 2–1 | 1–1 | 2–2 | 4–0 | 3–0 | 3–0 | 1–1 | —   | 1–0 | 1–1 | 2–0 | 1–0  | 1–1 | 1–0 | 2–0 | 2–0 |
| C. D. Maspalomas          | 1–5 | 4–0 | 1–3 | 3–1 | 0–2 | 4–0 | 1–3 | 0–0 | 1–4 | 0–0 | 3–2 | 0–1 | —   | 0–1 | 1–2 | 1–0  | 1–0 | 0–1 | 2–2 | 0–0 |
| U. D. Melilla             | 2–0 | 4–1 | 0–0 | 2–0 | 1–0 | 1–0 | 2–0 | 2–0 | 2–2 | 2–0 | 2–1 | 4–0 | 1–0 | —   | 1–0 | 4–1  | 0–1 | 0–0 | 3–1 | 1–1 |
| Mérida C. P.              | 0–1 | 2–1 | 1–0 | 1–0 | 1–2 | 5–1 | 2–0 | 2–1 | 1–1 | 2–0 | 0–0 | 1–0 | 1–1 | 0–2 | —   | 6–0  | 1–3 | 1–1 | 2–2 | 2–0 |
| U. D. Salud               | 3–0 | 1–1 | 0–1 | 0–3 | 0–3 | 0–0 | 0–4 | 2–2 | 1–0 | 1–0 | 0–0 | 0–3 | 0–3 | 0–1 | 1–1 | —    | 0–3 | 1–2 | 1–2 | 0–2 |
| Sevilla Atlético          | 2–3 | 3–0 | 2–0 | 4–1 | 3–0 | 1–0 | 0–1 | 2–1 | 0–0 | 1–0 | 2–0 | 3–0 | 2–2 | 0–0 | 0–0 | 3–1  | —   | 1–0 | 0–1 | 1–1 |
| U. D. Telde               | 0–1 | 3–1 | 1–0 | 1–2 | 2–1 | 2–2 | 0–0 | 0–0 | 1–0 | 4–3 | 0–2 | 1–0 | 2–1 | 0–0 | 3–1 | 3–1  | 0–0 | —   | 0–0 | 0–3 |
| Atlético Tomelloso        | 0–1 | 2–1 | 0–1 | 2–1 | 1–1 | 2–0 | 0–0 | 1–5 | 0–0 | 2–0 | 0–1 | 1–2 | 4–1 | 1–2 | 3–0 | 6–1  | 3–1 | 4–0 | —   | 1–1 |
| C. D. Utrera              | 1–2 | 0–0 | 0–2 | 0–1 | 0–0 | 1–0 | 1–2 | 0–0 | 2–1 | 1–0 | 0–1 | 0–0 | 1–1 | 0–0 | 0–1 | 3–1  | 1–2 | 1–1 | 0–0 | —   |

### Grupo IV

#### Clasificación
| Pos. | Equipo                          | Pts. | PJ | G  | E  | P  | GF | GC | Dif. | Clasificación               |
| ---- | ------------------------------- | ---- | -- | -- | -- | -- | -- | -- | ---- | --------------------------- |
| 1    | Orihuela Deportiva C. F. (C, A) | 51   | 38 | 21 | 9  | 8  | 55 | 32 | +23  | Ascenso a Segunda División  |
| 2    | F. C. Barcelona Atlético        | 51   | 38 | 22 | 7  | 9  | 68 | 36 | +32  |                             |
| 3    | C. F. Gandía                    | 49   | 38 | 19 | 11 | 8  | 59 | 29 | +30  |                             |
| 4    | C. D. Alcoyano                  | 44   | 38 | 14 | 16 | 8  | 55 | 47 | +8   |                             |
| 5    | Benidorm C. D.                  | 43   | 38 | 15 | 13 | 10 | 46 | 30 | +16  |                             |
| 6    | A. D. C. Manlleu                | 41   | 38 | 16 | 9  | 13 | 51 | 51 | 0    |                             |
| 7    | U. D. Alzira                    | 41   | 38 | 15 | 11 | 12 | 42 | 33 | +9   |                             |
| 8    | C. F. Sporting Mahonés          | 40   | 38 | 15 | 10 | 13 | 58 | 51 | +7   |                             |
| 9    | C. D. Hospitalet                | 39   | 38 | 14 | 11 | 13 | 46 | 48 | −2   |                             |
| 10   | C. D. Olímpic de Xàtiva         | 38   | 38 | 14 | 10 | 14 | 49 | 49 | 0    |                             |
| 11   | Cartagena F. C.                 | 37   | 38 | 13 | 11 | 14 | 40 | 39 | +1   |                             |
| 12   | Girona F. C.                    | 37   | 38 | 14 | 9  | 15 | 51 | 62 | −11  |                             |
| 13   | Hércules C. F.                  | 36   | 38 | 10 | 16 | 12 | 48 | 40 | +8   |                             |
| 14   | Mallorca Atlético               | 35   | 38 | 10 | 15 | 13 | 39 | 43 | −4   |                             |
| 15   | Torrevieja C. F.                | 35   | 38 | 12 | 11 | 15 | 37 | 52 | −15  |                             |
| 16   | C. D. Eldense                   | 34   | 38 | 13 | 8  | 17 | 47 | 51 | −4   |                             |
| 17   | Gimnàstic de Tarragona (D)      | 31   | 38 | 9  | 13 | 16 | 31 | 39 | −8   | Descenso a Tercera División |
| 18   | Villarreal C. F. (D)            | 30   | 38 | 9  | 12 | 17 | 33 | 52 | −19  | Descenso a Tercera División |
| 19   | S. D. Ibiza (D)                 | 29   | 38 | 11 | 7  | 20 | 38 | 68 | −30  | Descenso a Tercera División |
| 20   | C. D. Atlético Baleares (D)     | 19   | 38 | 5  | 9  | 24 | 33 | 74 | −41  | Descenso a Tercera División |

 Fuente: BDFutbol
Criterios de clasificación: Puntos · Enfrentamientos directos · Diferencia de goles · Goles a favor · Play-off

#### Resultados
| Local \ Visitante        | ALC | ALZ | BAL | BAR | BEN | CAR | ELD | GAN | GIM | GIR | HER | HOS | IBI | MAL | MAN | OLI | ORI | SMH | TOR | VIL |
| ------------------------ | --- | --- | --- | --- | --- | --- | --- | --- | --- | --- | --- | --- | --- | --- | --- | --- | --- | --- | --- | --- |
| C. D. Alcoyano           | —   | 2–2 | 6–1 | 2–1 | 0–0 | 2–0 | 1–0 | 2–1 | 2–1 | 3–1 | 0–3 | 4–4 | 1–1 | 2–1 | 3–2 | 2–1 | 2–1 | 1–1 | 1–0 | 1–1 |
| U. D. Alzira             | 0–2 | —   | 1–0 | 1–0 | 0–2 | 0–1 | 1–0 | 3–2 | 1–0 | 0–0 | 0–0 | 0–0 | 5–1 | 2–0 | 1–1 | 1–2 | 2–1 | 1–0 | 3–0 | 2–0 |
| C. D. Atlético Baleares  | 1–2 | 0–0 | —   | 3–1 | 0–2 | 1–2 | 2–2 | 0–4 | 0–1 | 0–1 | 1–1 | 0–0 | 1–0 | 0–0 | 1–0 | 0–0 | 0–4 | 1–2 | 1–2 | 3–0 |
| F. C. Barcelona Atlético | 0–0 | 2–1 | 5–2 | —   | 2–1 | 0–1 | 3–0 | 4–2 | 2–1 | 1–0 | 1–1 | 3–1 | 3–0 | 0–0 | 4–0 | 2–1 | 2–1 | 2–1 | 5–0 | 5–1 |
| Benidorm C. D.           | 0–0 | 2–1 | 2–0 | 1–0 | —   | 1–0 | 3–2 | 1–1 | 1–1 | 0–1 | 1–1 | 2–1 | 3–0 | 4–0 | 0–1 | 3–0 | 0–0 | 0–1 | 1–1 | 1–1 |
| Cartagena F. C.          | 1–1 | 1–1 | 3–1 | 1–2 | 1–1 | —   | 0–1 | 1–1 | 4–1 | 3–0 | 1–0 | 0–2 | 3–1 | 0–3 | 0–1 | 0–0 | 1–1 | 2–0 | 0–0 | 5–0 |
| C. D. Eldense            | 2–2 | 1–0 | 4–1 | 2–1 | 0–2 | 1–2 | —   | 0–3 | 0–0 | 4–0 | 1–2 | 3–0 | 4–1 | 2–1 | 0–1 | 2–0 | 2–2 | 1–1 | 1–2 | 2–2 |
| C. F. Gandía             | 2–0 | 0–1 | 1–1 | 1–1 | 1–0 | 2–0 | 1–0 | —   | 0–0 | 3–0 | 2–1 | 5–0 | 2–1 | 0–0 | 3–1 | 1–1 | 0–1 | 3–1 | 3–0 | 2–1 |
| Gimnàstic de Tarragona   | 3–1 | 1–0 | 0–0 | 1–3 | 0–1 | 2–2 | 1–2 | 0–2 | —   | 1–1 | 0–0 | 0–1 | 2–1 | 0–1 | 1–0 | 0–0 | 0–0 | 1–1 | 3–0 | 0–1 |
| Girona F. C.             | 2–2 | 1–2 | 4–1 | 2–1 | 1–5 | 1–0 | 2–1 | 1–1 | 1–1 | —   | 1–1 | 2–0 | 3–2 | 2–0 | 3–5 | 2–2 | 0–2 | 3–2 | 7–0 | 0–2 |
| Hércules C. F.           | 2–2 | 3–3 | 1–3 | 1–1 | 0–0 | 1–0 | 3–0 | 0–2 | 2–0 | 0–0 | —   | 0–1 | 6–0 | 2–0 | 3–0 | 2–3 | 0–1 | 3–1 | 1–1 | 2–0 |
| C. D. Hospitalet         | 1–0 | 1–0 | 2–1 | 1–2 | 1–1 | 2–0 | 0–0 | 1–0 | 2–2 | 2–0 | 1–1 | —   | 2–0 | 2–2 | 2–2 | 1–3 | 5–1 | 1–3 | 0–2 | 1–0 |
| S. D. Ibiza              | 1–1 | 0–2 | 2–0 | 1–2 | 1–0 | 1–0 | 1–3 | 0–2 | 2–0 | 1–1 | 2–1 | 1–0 | —   | 1–0 | 4–1 | 0–4 | 0–3 | 2–0 | 2–0 | 0–0 |
| Mallorca Atlético        | 1–1 | 1–1 | 2–2 | 1–1 | 1–2 | 1–2 | 4–1 | 1–0 | 1–0 | 2–0 | 0–0 | 2–2 | 2–0 | —   | 1–2 | 3–0 | 1–1 | 0–0 | 1–1 | 1–0 |
| A. D. C. Manlleu         | 1–0 | 1–0 | 3–1 | 1–3 | 1–1 | 0–0 | 3–1 | 1–1 | 1–0 | 0–1 | 2–0 | 1–0 | 3–1 | 1–1 | —   | 3–1 | 2–0 | 3–3 | 0–1 | 1–2 |
| C. D. Olímpic de Xàtiva  | 4–2 | 1–0 | 1–0 | 1–0 | 4–1 | 0–1 | 2–0 | 0–0 | 1–2 | 1–2 | 3–1 | 0–2 | 2–2 | 4–1 | 1–1 | —   | 1–0 | 0–4 | 1–1 | 1–1 |
| Orihuela Deportiva C. F. | 1–1 | 2–0 | 4–1 | 2–0 | 2–0 | 0–0 | 1–0 | 2–0 | 2–1 | 2–0 | 2–1 | 2–1 | 0–0 | 2–0 | 0–2 | 2–1 | —   | 3–1 | 3–2 | 1–0 |
| C. F. Sporting Mahonés   | 1–0 | 1–1 | 3–1 | 0–2 | 2–1 | 2–1 | 0–1 | 1–1 | 0–3 | 5–2 | 3–1 | 1–2 | 2–2 | 2–1 | 1–1 | 2–0 | 0–1 | —   | 3–0 | 3–0 |
| Torrevieja C. F.         | 1–1 | 0–2 | 3–1 | 0–0 | 0–0 | 4–0 | 0–0 | 1–3 | 0–0 | 3–1 | 0–0 | 1–0 | 3–1 | 0–1 | 4–2 | 0–1 | 1–0 | 1–2 | —   | 2–0 |
| Villarreal C. F.         | 1–0 | 1–1 | 3–1 | 0–1 | 1–0 | 1–1 | 0–1 | 0–1 | 0–1 | 1–2 | 1–1 | 1–1 | 1–2 | 1–1 | 2–0 | 2–1 | 2–2 | 2–2 | 1–0 | —   |

## Resumen
Campeones de Segunda División B y ascienden a Segunda división:
| - Real Avilés Industrial Club de Fútbol | - Unió Esportiva Lleida | - Albacete Balompié | - Orihuela Deportiva Club de Fútbol |

Descienden a Tercera división: 
| Grupo I - Racing Club de Ferrol - Club Deportivo Colonia Moscardó - Club Deportivo Lalín - Arosa Sociedad Cultural | Grupo II - Club Deportivo Laredo - Unión Deportiva Fraga - Club Deportivo Calahorra - Unión Deportiva Barbastro | Grupo III - Linares Club de Fútbol - Club Atlético Marbella - Real Jaén Club de Fútbol - Club Deportivo Utrera - Club Deportivo Maspalomas - Unión Deportiva Salud | Grupo IV - Club Gimnàstic de Tarragona - Villarreal Club de Fútbol - Sociedad Deportiva Ibiza - Club Deportivo Atlético Baleares |

## Copa del Rey
Todos los equipos, excepto los filiales, se clasifican de forma automática para la siguiente edición de la Copa del Rey.